# Slottet Ogrodzieniec
Slottet Ogrodzieniec är en polsk slottsruin. Slottet ligger i Kraków-Częstochowa Jura i byn Podzamcze i Schlesiens vojvodskap i Polen.